# 飞行奶油
《飞行奶油》，是马来西亚一部于2021年完成的独立电影，由导演凯里安华（Mohd Khairi Anwar Jailani）执导。自2023年起因卷入侮辱伊斯兰教争议，遭内政部列为禁片。

## 内容
讲述15岁的少女艾莎（Aisyah，苏迈拉努拉尼亚·沙里欣饰演）在母亲确诊癌症末期后，试图去探索死后的世界，并对信仰和来世开始产生兴趣。而她在好友苏雷士（Suresh，亚俊·丹纳拉朱饰演）的陪同下，踏上了更多地了解世界上不同信仰的旅程。
片名Mentega Terbang（马来语：Mentega「奶油」，Terbang「飞」）实际上是「蝴蝶」的英文Butterfly的文字游戏（英语：Butter「奶油」，fly「飞」），电影与「会飞行的奶油」毫无关系。主角艾莎和她母亲在谈论有关轮回的话题中提到了蝴蝶，而正如蝴蝶被视为蜕变和重生的象征，电影也试图挑战观众的思维，让观众在涉及价值观和信仰方面改变固有的思考方式。

## 制作
《飞行奶油》是Anomalist Production首次制作的第一部电影，它与Meng Kheng Entertainment联合创作。该电影也是导演凯里安华（Mohd Khairi Anwar Jailani）首次执导的处女作，他也是Anomalist Production的经营者，之前是担任舞台剧的编导。最初的故事剧本是由导演凯里安华和另外两名作者维西努瓦曼（R Vishnuvarman）和郑廷辉（音译，Ti-Teng Hui）共同编写，他们萌生创作这部电影的想法源自已故马来西亚导演雅丝敏·阿莫的作品。根据制片人之一的陈明庆（音译，Tan Meng Kheng）表示，在2020年马来西亚COVID-19疫情实施行动管制令（MCO）期间，他与其它制作人一起观看了雅丝敏的作品后，认为其作品是独一无二的，他们不想只是复制她讲述的故事，而是制作属于自己的独立故事。
在此期间，他们参与由库曼影业（Kuman Pictures）举办的短片挑战赛，并入围前5名。电影制作由一个汇聚了多元文化的编剧团队组成，根据编剧之一的亚俊·丹纳拉朱（Arjun Thanaraju）表示，每位代表都深入参与了从写剧本到编辑的地步，这是电影可以成功捕捉每种文化细微差别的关键。
电影剧本涉及家庭亲情和种族团结等等，其中的主题核心是探索宗教信仰。亚俊·丹纳拉朱表示，该电影将探索关于宗教是什么以及每个人如何与他们的宗教信仰建立个人联系。在马来西亚，宗教自由的讨论几乎是一个禁忌话题。他希望透过电影让马来西亚的多元文化社会可以带出关于不同的宗教信仰的思考和理性的公开讨论，希望能为人们创造一个安全的空间，让人们以开放的心态探索生活上的不确定性。

## 发行
影片最初于2021年4月起通过社交媒体分享放映。2021年11月，电影在印尼日惹亚洲电影节（JAFF）上作为非竞争性视频节目进行展映。2022年8月，电影在印尼亚齐电影节（AFF）进行展映。除此之外，本影片也以地下影片在马来西亚各地的私人放映室有限上映，例如2022年12月17日至19日在吉隆坡巴生谷的GMBB购物中心上映。2023年1月19日首次透过在线视频平台Viu和放映，不过在2月27日已经下架。Youtube上流传的版本也在不久后下架。

## 误导
电影此前在马来西亚中文媒体上默默无闻，但由于该电影在2023年因涉及冒犯伊斯兰教的争议而受到关注。然而，一些中文媒体将「Mentega Terbang」译为「飞行奶油」实际上是有误导性的。因为根据编剧之一的亚俊丹纳拉朱（Arjun Thanaraju）在2021年的解释，「Mentega Terbang」是电影主要主题「蝴蝶」的英语拆字直译，这点也体现在电影海报上，而与现实中的「奶油」八字没一撇。

## 争议、反应与评价
影片内容因包含冒犯伊斯兰教和宣扬宗教多元主义，以及部分情节含有煽动元素引起了争议，例如女主角毫不回避地向非穆斯林朋友索要猪肉（义烧包），以及父亲允许她脱离伊斯兰，教她改信其他宗教等等。自2023年1月通过在线视频平台播放以后，针对该影片的举报和批评就接踵而来。
少数观点称赞这部电影提出了马来西亚有争议的话题的勇敢行为，并认为影片并没有亵渎伊斯兰教。《当今大马》作者Zan Azlee也是上述观点之一。他在引述其穆斯林朋友的观点和谈话内容评价道，电影的技术表现很普通，尽管制作人努力参考了雅丝敏·阿莫的作品确实给人一种衍生的感觉。电影对话的方式也很有说教的味道，因此认为这部电影实际上是对马来西亚缺乏开放思想的批评。当中也提及，尽管他的朋友没有看过这部电影，但认为这部电影太敏感，不适合向马来西亚人展示，因为马来西亚人还沒准备好接受一部讨论宗教的电影。作者认为，马来西亚人需要为进步并做好准备，而不是那么无知，与其呼吁全面禁映和停播这部电影，不如进行适当的讨论和探讨，让马来西亚人的知识水平提高更好。
《马来邮报》作者Aidil Rusli在对比了同样是以宗教为主题的电影《伊玛目（电影）》后评论，《飞行奶油》的最终信息是通过女主角父亲的宽容态度来传达「一个人不能继承另一个人的信仰，所以鼓励她去寻求和肯定其它信仰」，即使这方面在某些人的角度来看它可能是具有争议性的。但纵使抛开争议性的叙述不谈，电影内容的执行力也很差，让人感觉像是「教科书式的讲述」而不是「展示剧情」，就像《末基劳：英雄崛起》的情况一样，电影的对话感觉就像仅从一个角度写成的文本提取后再传递给其他角色来讲述，显示出的内容就像是关于比较宗教的长篇演讲。另外，拍摄技术也很差，甚至简单的视觉事物，如挡块和平移镜头也会让人觉得很业余。因此就算电影得到的信息是好是坏，也不会改变《飞行奶油》是一部相当薄弱的电影的事实，尽管它仍然远不及《伊玛目》那么糟糕。
吉隆坡联邦直辖区宗教司办公室（Pejabat Mufti Wilayah Persekutuan）对电影总结称，这部电影并不全都只传达负面元素或主题，事实上也有一些场景展现出良好的价值观，对于提高公众对多元化社会和宗教多样性方面值得借鉴。文告指出，电影体现了社会各族之间的和谐互动和邻里关系上，此外也体现夫妇之间的爱和对孩子的关怀。虽然从主题的角度来看，这部电影「存在问题」，特别是涉及信仰和宗教方面，但从爱和种族宽容的角度来看，不可否认地电影也呈现出此类信息的存在。

## 影响

### 内容审查
通讯与多媒体部长法米法兹于2023年3月5日回应许多舆论对政府阻止《飞行奶油》的发行「沒有作为」的批评时称，该电影正接受马来西亚伊斯兰发展部（JAKIM）、马来西亚通讯与多媒体委员会（MCMC）和马来西亚国家电影发展局（FINAS）的审查，比如是否有拍摄和发行电影的许可证方面。马来西亚电影审查委员会（LPF）表示，它对通过互联网播放的电影没有管辖权。但是，在对该电影采取进一步行动前，该委员会会彻底审查所有相关方面。
根据宗教部长纳因·莫达在3月2日的表示，马来西亚伊斯兰发展部将与电影的制作方接洽，并在审查了该电影的内容后，认为有违伊斯兰教义。通讯与多媒体部长法米法兹于3月6日提醒，所有电影制作人必须遵守适用于其制作作品的法律，而任何违反法律的一方都将面临法律诉讼。

### 刑事调查
2024年3月6日，马来西亚皇家警察宣布至少接到8宗针对该电影的举报，并根据《刑事法典》第298A条文（挑起宗教间敌意）、第505（b）条文（导致公众恐惧或恐慌）以及《1998年通讯与多媒体法令》第233条文（不当使用网络设备或网络服务）展开调查。
另一方面，电影导演凯里安华与演员兼编剧的亚俊丹纳拉朱于3月17日向警方投报，他们分别在安邦和加影的住所中的车辆被不明人士溅上硫酸油漆和留下死亡威胁的纸条，并且接到恐吓电话。雪兰莪警方宣布根据《刑事法典》第507条文（刑事威胁）和第427条文（蓄意破坏）进行调查。
2024年1月17日，电影导演兼制片人凯里安华和陈明庆正式在刑事法典第298条文下（蓄意透过言语伤害他人宗教情感）被提控，两人面临最高1年监禁的惩罚。

### 执法批评
自电影受到调查和批评以来，由非政府组织、自由作家、律师团体、知名人士和电影制片人组成的公民团体针对相关当局的行动发起联署行动。它们呼吁政府停止围绕这部电影的政治迫害，亦不满警方无视电影制作团队所受到的威胁，要求确保电影制作人和艺人拥有安全的创作环境，并且敦促相关当局结束针对演员、电影制作人的骚扰和恐吓，同时必须确保所有参与这部电影的人的安全。
政府官员的表现和处理方面也背受诟病。自由律师团（LFL）批评由安华·依布拉欣领导的团结政府在歌颂马来西亚艺人杨紫琼藉着《瞬息全宇宙》在国外获得奥斯卡荣誉的同时，却继续以审查制度限制和逼害本地电影业。电影制作人协会和独立电影制作人批评通讯及数码部长法米法兹和宗教事务部长纳因·莫达在该电影的争议处理上表现的很失败，连最简单的发表声明支持创造力，或者使用和平方式解决或协商所有异议都做不到，亦未能保障马来西亚创意产业的艺人，包括电影制片人的安全。

### 列为禁片
根据总检察署网站，内政部长赛夫丁纳苏迪安于2023年8月21日签署禁令，9月1日正式颁布宪报，列《飞行奶油》为禁片。根据宪报，赛夫丁是援引2002年《电检法令》第26条文赋予内长的权利，禁止放映、展示、分发、拥有、传播或售卖这部「违反全民公共利益」的电影。于此同时，电影制片人兼导演向高等法院提交申请书，以挑战内政部所颁布的禁令，并指出该禁令违背了马来西亚宪法。